# Rooibos čaj
Rooibos (u značenju crveni grm) [Aspalathus linearis], poznat još pod nazivima afrički grm, crveni čaj, afrički crveni čaj, planinski čaj, majčino čudo. Nazive crveni grm i crveni čaj dobio je zbog igličastih crvenkastih listića.
Rooibos (vrsta Aspalathus linearis) je grmolika biljka visine 0,5-1,5 m s dugačkim igličastim listovima. Fermentirani, osušeni i usitnjeni listovi koriste se kao sirovina. Rooibos biljka specifična je po tome što može rasti samo u Južnoj Africi, jer zahtijeva temperature između 40 i 45 stupnjeva danju i 20 stupnjeva noću.

## Povijest
Komercijalno se rooibos počinje upotrebljavati tek početkom 20. stoljeća zahvaljujući ruskom emigrantu Benjaminu Ginsbergu koji je na području Južne Afrike prvi počeo otkupljivati i pakirati rooibos čaj za prodaju. Dr. Nortier je 1930. godine podigao prvu plantažu za uzgoj i doradu rooibosa, te počeo razvijati tržište ove do tada malo poznate biljne vrste koja se koristi uglavnom za pripremu vrlo zdravog čajnog napitka.

## Ljekovita svojstva
Enzim superoksid dismutaza (S.O.D.), koji se oslobađa pri višim temperaturama, veže na sebe slobodne radikale koji nastaju kao sporedni proizvod normalnih tjelesnih funkcija. Osim što djeluje kao snažni antioksidans i usporava proces starenja, taj enzim istovremeno djeluje kao zaštita protiv mnogih bolesti izazvanih djelovanjem slobodnih radikala, kao što su arteroskleroza, dijabetes, očna mrena, artritis, pa čak i kao prevencija raka. Zbog protualergijskog učinka, rooibos zauzima posebno mjesto među pomoćnim ljekovitim sredstvima. Posebno pomaže kod alergija na pojedine sastojke namirnica, alergija na pelud, te kod astme i kožnih alergijskih ekcema. Ima nizak udio tanina, koji sprečava sprečava apsorpciju mikroelemenata.
Eliminira mokraćnu kiselinu te tako pomaže kod reumatskih tegoba, gihta, artritisa, pomaže kod kardiovaskularnih bolesti, raznih infekcija, autoimunih bolesti. Jača imunitet, snažan je antioksidans što pomaže u prevenciji od karcinoma, potiče cirkulaciju, smiruje glavobolju i migrenu, snižava tlak i masnoću u krvi, čisti jetru i bubrege, posebno kod tegoba izazvanih kamencima.
Ima visok sadržaj magnezija zbog čega pozitivno djeluje na živčani sustav i metaboličke procese, djeluje blago sedativno te pomaže kod osjećaja ljutnje, razdražljivosti, stresa i nesanice.
Ne sadrži vitamin C, niti druge vitamine, nego polifenol, koji na ljudski organizam djeluje antioksidansno, štiti jetru, dezinficira, podiže raspoloženje, ublažava alergije, odgovoran je za zdravu kožu i potiče na dobru probavu.
Pogodan za konzuiranje tijekom dana i u večernjim satima. Pogodan je za odrasle, djecu, dojilje i starije osobe. Smanjuje grčeve kod novorođenčadi u prvim mjesecima života.
Rooibos čaj je idealan napitak za sportaše i sportske entuzijaste jer djeluje na izlučivanje vode iz tijela.

## Zanimljivosti
Prema usmenoj predaji, mogu ga piti djeca koja su alergična na mlijeko.